# HD 7546
HD 7546，又名BD+47 357，SAO 37067、HR 369，是一颗恒星，视星等为6.61，位于銀經127.24，銀緯-14.58，其B1900.0坐标为赤經1h 10m 30.5s，赤緯+47° -14.58′ 14″。